# 假赤楠
假赤楠（学名：Syzygium buxifolioideum）为桃金娘科蒲桃属的植物，为中国的特有植物。分布于中国大陆的海南等地，多生于低海拔密林中，目前尚未由人工引种栽培。